# 布卡奇夫齊
49°15′30″N 24°29′50″E / 49.25833°N 24.49722°E
布卡奇夫齊（羅馬化：Bukachivtsi）是烏克蘭西部伊萬諾-弗蘭科夫斯克州伊万诺-弗兰科夫斯克区布卡奇夫齐市镇内的鎮及其行政中心。處於斯維爾日河畔，面積21.64平方公里，2011年人口1,408，人口密度每平方公里65人。